# علیرضا موحد دانش
علیرضا موحد دانش (زاده ۲۷ شهریور ۱۳۳۴ تهران – درگذشته ۱۳ مرداد ۱۳۶۲ حاج عمران) نظامی ایرانی بود، که از فرماندهان میانی سپاه پاسداران انقلاب اسلامی در خلال جنگ ایران و عراق به‌شمار می‌آمد و فرماندهی تیپ ۱۰ سیدالشهدا را برعهده داشت.
موحد دانش در فروردین ماه ۱۳۶۰ در خلال اجرای عملیات بازی دراز ۲، یک دست خود را از دست داد. وی در مردادماه ۱۳۶۲ در خلال اجرای عملیات والفجر ۲ بر اثر اصابت تیر مستقیم، در منطقه حاج عمران کشته شد.

## زندگی‌نامه
علیرضا موحد دانش در بیست و هفتم شهریورماه سال ۱۳۳۴ در تهران زاده شد. وی اولین فرزند خانواده بود. در سال ۱۳۵۵ پس از دریافت مدرک دیپلم متوسطه به خدمت سربازی رفت.
پس از پیام روح‌الله خمینی مبنی بر فرار سربازان از پادگان‌ها، وی نیز از پادگان گریخت و به جمع انقلابیون پیوست. در سال ۱۳۵۵ وارد دانشگاه تبریز شد و در رشته مهندسی برق به کسب علم مشغول شد.

## پس از انقلاب
پس از انقلاب، در کمیته انقلاب اسلامی شمیران به فعالیت مشغول شد. وی در فروردین ماه ۱۳۵۸ به عضویت سپاه پاسداران درآمد و ابتدا مأموریت حراست از خانه روح‌الله خمینی را برعهده گرفت. با آغاز ناآرامی‌های کردستان، برای سرکوب به کردستان رفت و در چند عملیات شرکت کرد

## جنگ ایران و عراق
با آغاز جنگ تا پایان آذر ۱۳۵۹ در جبهه آبادان به همراه محمد جهان‌آرا به رزم و شناسایی مواضع نیروهای عراقی در خرمشهر مشغول بود. پس از آن به عنوان جانشین محسن وزوایی در عملیات بازی دراز۲ حضور یافت. در فروردین ماه ۱۳۶۰ طی عملیات بازی دراز ۲، یک دستش قطع شد. پس از عملیات مطلع الفجر به مکه رفت. قبل از عملیات فتح المبین، به لشکر ۲۷ محمد رسول‌الله اعزام شد تا به عنوان معاون گردان حبیب بن مظاهر مأموریتش را انجام دهد.
وی پس از خاتمه عملیات فتح المبین، فرماندهی گردان حبیب بن مظاهر را بر عهده گرفت و نقش فعالی در مراحل چهارگانه عملیات الی بیت‌المقدس و آزادی خرمشهر ایفا کرد.
در جریان مرحله اول همین عملیات برادر کوچک‌تر او؛ محمدرضا موحد دانش که عهده‌دار جانشینی فرماندهی گردان سلمان فارسی بود؛ کشته شد. او به مدت ۴۸ ساعت به همراه جسد برادرش به تهران بازگشت.
وی پس از پایان عملیات بیت‌المقدس، به همراه قوای محمد رسول‌لله به لبنان اعزام شد. در شهریور ۶۱ بعد از بازگشت از لبنان، با حکم محسن رضایی میرقائد فرمانده کل وقت سپاه، بنیانگذاری و فرماندهی تیپ ۱۰ سیدالشهدا (لشکر ده سیدالشهدا) را برعهده گرفت و در عملیات والفجر ۱ با این تیپ وارد عملیات شد و در همان عملیات نیز دوباره مجروح شد.

## ازدواج
موحددانش در خرداد سال ۱۳۶۱ ازدواج کرد. از وی یک دختر به یادگار مانده‌است.

## کشته شدن
موحد دانش در تاریخ ۱۳ مرداد ۱۳۶۲ در خلال اجرای عملیات والفجر ۲، در منطقه حاج عمران، در حالی که مشاور و دستیار فرمانده تیپ ۱۰ سیدالشهدا بود، کشته شد. مزار وی در قطعه ۲۴ بهشت زهرا در تهران قرار دارد.